# پورکی
پورکی یا powraki، روستایی کهن از توابع بخش مرکزی شهرستان رودبار جنوب در جنوب استان کرمان در جنوب شرقی ایران است.

## جمعیت
این روستا در فاصله ۱۷کیلومتری دهستان رودبار قرار دارد و براساس|سرشماری مرکز آمار ایران]]|در سال ۱۳۸۵]]، جمعیت آن ۵۷ نفر (۱۲خانوار) بوده‌است.